# Campeonato Asiático de Handebol Masculino de 2012
O Campeonato Asiático de Handebol Masculino de 2012 (2012 البطولة الآسيوية لكرة اليد للرجال (em árabe)) foi a décima quinta edição do principal campeonato de andebol (português europeu) ou handebol (português brasileiro) masculino do continente asiático. A Arábia Saudita foi o país sede e os jogo ocorreram na cidade de Jeddah.
A Coreia do Sul foi campeã pela nona vez, com o Qatar segundo e a Arábia Saudita terceiro.